# 南京市第十三中学
南京市第十三中学是一所位于中国江苏省南京市玄武区西家大塘的国家级示范中学，占地72亩，毗邻玄武湖及台城。

## 历史
创办于1955年，是中华人民共和国成立后在南京新开设的第一所完全中学。自六十年代确定为省重点，2003年被评为首批江苏省四星级学校，连续四次被评为“江苏省文明单位”、“江苏省德育先进学校”，2011年成为江苏省首批课程基地学校。2002年通过国家级示范性普通高中验收后在南京市教育改革中屡出新招，既有语文课程基地建设、“改革教育理念，实现弯道超车”的大课堂学本尝试，也有饱受争议的21:30晚自习。
截至2019年2月，该校有一千多名学生，二百零五名教职工，高中有四十四个班级（含邦德国际高中）。

## 校训
校训是“志远行近”，“志远”是指“志在中华，志向高远，志在一流，志者必胜”，“行近”指的是“行在脚下，行在今天，行在细节，行者必成”。

## 集团
现十三中教育集团包括如下组成：
| 校名         | 地址                                                                                        | 注释                                                                     |
| ------------ | ------------------------------------------------------------------------------------------- | ------------------------------------------------------------------------ |
| 普通高中     | 南京市玄武区西家大塘14号                                                                    |                                                                          |
| 邦德国际高中 | 南京市玄武区西家大塘14号                                                                    | 与前者合并办学                                                           |
| 红山校区     | 玄武区营苑南路3号                                                                           | 原红山中学，唯一的正式初中部。                                           |
| 锁金校区     | 玄武区锁金四村5号                                                                           |                                                                          |
| 科利华中学   | 玄武区中央路后大树根四十号                                                                  | 原科利华分校，2011年改为此名。                                           |
| 第五十四中学 | 玄武区后宰门西村20号                                                                        | 优质生源基地。                                                           |
| 紫东实验学校 | 玄武区太平门外仙鹤门                                                                        | 原岔路口小学，五旗小学，岔路口中学，仙鹤门中学，仙鹤门小学。九年一贯制。 |
| 玄武高级中学 | 太平门校区（高中部）：玄武区太平门农场巷124号；梅园校区（初中部）：玄武区梅园新村大悲巷13号 | 原第三十四中学，梅园中学。合作办学。                                     |

## 争议
十三中自2004年起开始晚自习到21:30的制度，后改为自愿报名。其官方解释称“提高学生素质，从读书习惯、生活习惯抓起，‘管好时间’，‘一进校就学习’,‘减少隐性浪费，提高课堂即时率’......‘加强精细化管理，坚持个性化教学’,从‘过好有道德的课堂生活’做起，从‘管住嘴、打好球、走好路’做起，把先进思想转化为明明白白的要求，把先进理念转变成实实在在的操作步骤，坚持“素质+效率”的教育模式。”这一举动据称极大提高了教学质量。但也引起诸多争议。虽官方给出诸多解释，主张校长王军更在当时推出多篇文章为之辩护，但传言仍甚嚣尘上。和2012年10月23日的学生跳楼事件中达到高潮。
2012年10月23日上午，南京十三中一名高二男生在上课时突然从教室窗户跳下，当场死亡。该男生在跳楼前留下了一封遗书，称自己因为成绩不理想而感到压力和绝望，希望父母能原谅他。
该事件再次引发了社会对于南京十三中教育方式的争议和反思，认为学校对学生的考试和升学要求过高，忽视了学生的心理健康和个性发展。南京十三中校长王军则表示，该事件是个别现象，与学校的教育理念无关。
2019年学生自杀事件。2017级男生戴孟欣因与同班级女同学感情问题悲愤交加，于2019年9月22日自杀未遂进入南京市鼓楼医院，后因心脏出血医治无效逝世。
2020年学生弑母事件。2018级男生李若翰因长期与母亲存在矛盾，与2020年11月12日晚，与母亲口角并发生冲突，致其母死亡后，于13日清晨报警投案自首。